# Marie-Hélène Lafon

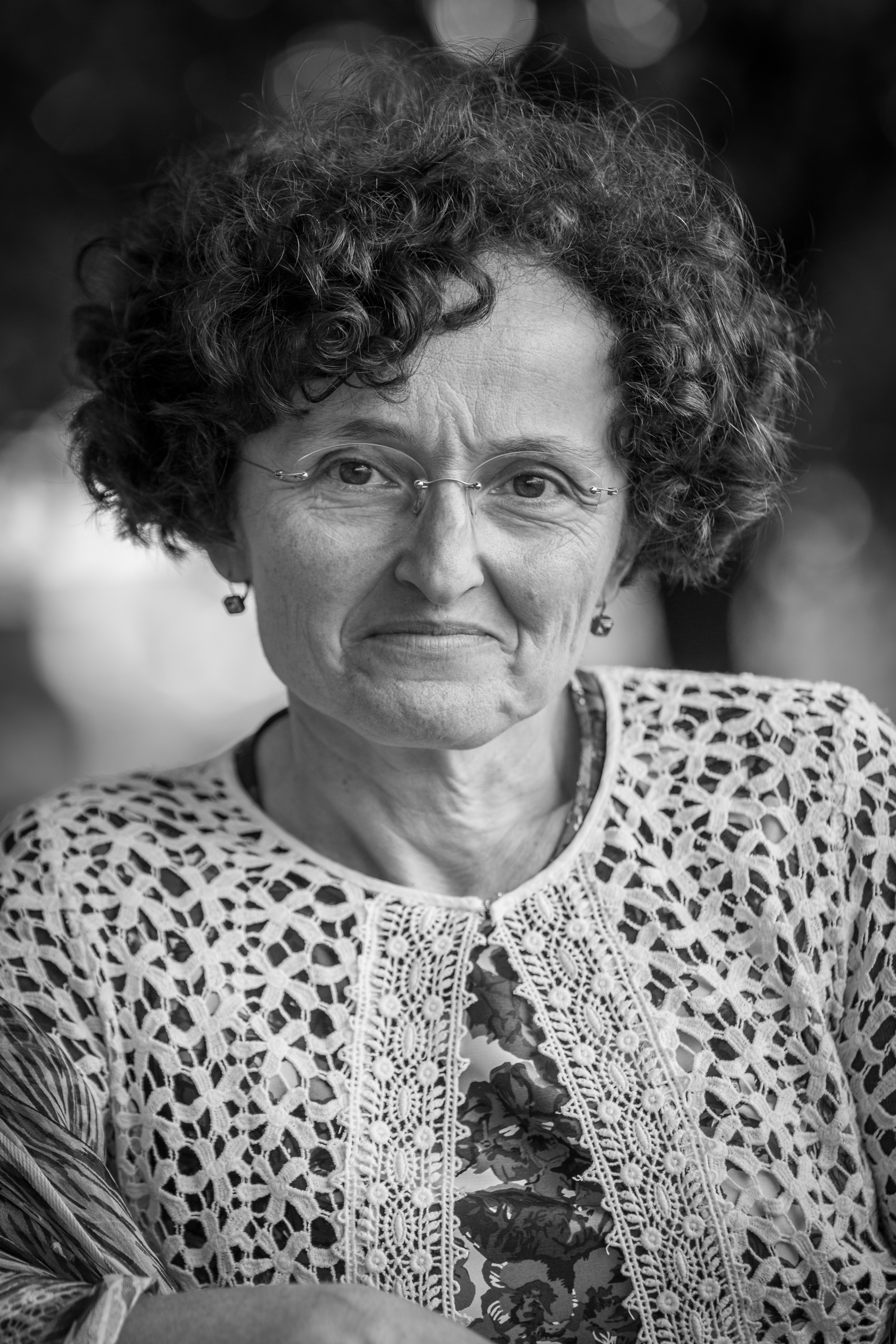
Claude Truong-Ngoc: Marie-Hélène Lafon (2014)

Marie-Hélène Lafon (* 1. Oktober 1962 in Aurillac, Cantal) ist eine französische Schriftstellerin. Ihre Romane sind in der Region ihrer Kindheit und Jugend verortet; sie spielen in der Auvergne, im Zentralmassiv, oft an der Santoire. Lafon wurde mehrfach ausgezeichnet, darunter 2020 mit dem Prix Renaudot.

## Leben
Lafon wuchs mit ihrer älteren Schwester Dominique in einer Bauernfamilie mit 33 Hektar Landwirtschaft in den Bergen auf. Ihre Schulbildung erhielt sie in katholischen Internaten in Saint-Flour; nach Abschluss des Lycées zog sie nach Paris, um an der Universität Paris VII (Diderot) zu studieren. Lafon bestand 1987 die Agrégation (Lehrbefugnis für höhere Schulen) für Grammatik und lehrt seither an einem Collège im 13. Arrondissement von Paris Französisch, Latein und Griechisch. Sie promovierte 1993 mit einer Arbeit über Henri Pourrat. 
Ihren Debütroman Le soir du chien veröffentlichte sie im Alter von 39 Jahren, obwohl sie schon viele Jahre schrieb und fest vorhatte, Schriftstellerin zu werden. Zu ihren Vorbildern gehört Gustave Flaubert: « L'imparfait for ever. Flaubert for ever. » Zu ihren Leserinnen zählt sich seit ihrem ersten Buch Delphine de Vigan, die formulierte, Lafon schreibe der Grenze zwischen Literatur und Soziologie entlang.
Der Roman L’Annonce wurde 2015 von Julie Lopes-Curval für Arte verfilmt. 2020 erschien Die Annonce als erster übersetzter Titel Lafons auf Deutsch – er schildere „in starken Bildern eine schwierige Flucht aufs Land“, hieß es über den Roman, der mit einer Kontaktanzeige beginnt. 2022 erschien mit Geschichte des Sohnes der zweite, wieder von Andrea Spingler übertragene Roman Lafons auf Deutsch.
2021 wurde in Clermont-Ferrand die Bibliothèque Universitaire Marie-Hélène Lafon (vormals: Gergovia) nach ihr (um)benannt.

## Werk
- Le Soir du chien. Roman. Buchet Castel, Paris, 2001, ISBN 978-2-283-01853-8.
- Liturgie. Buchet Castel, Paris, 2002, ISBN 978-2-283-01893-4.
- Sur la photo. Buchet Castel, Paris, 2003, ISBN 978-2-283-01904-7.
- Mo. Roman. Buchet Castel, Paris, 2005, ISBN 978-2-283-01965-8.
- Organes. Buchet Castel, Paris, 2006, ISBN 978-2-283-02095-1.
- Les Derniers Indiens. Roman. Buchet Castel, Paris, 2008, ISBN 978-2-283-02231-3.

- L’Annonce. Roman. Buchet Castel, Paris, 2009, ISBN 978-2-283-02348-8.
  - deutsch: Die Annonce. Roman. Aus dem Französischen von Andrea Spingler. Rotpunktverlag, Zürich, 2020, ISBN 978-3-85869-888-9.
- Les Pays. Roman. Buchet Castel, Paris, 2012, ISBN 978-2-283-02477-5.
- Album. Buchet Castel, Paris, 2012, ISBN 978-2-283-02572-7.
- Joseph. Roman. Buchet Castel, Paris, 2014, ISBN 978-2-283-02644-1.
- Histoires. Nouvelle(s). Buchet Castel, Paris, 2015, ISBN 978-2-283-02903-9.
- Chantiers. Éditions des Busclats, Paris, 2015, ISBN 978-2-36166-032-1.
- Nos vies. Roman. Buchet Castel, Paris, 2017, ISBN 978-2-283-02976-3.
- Flaubert. Buchet Castel, Paris, 2018, ISBN 978-2-283-03091-2 (= Les auteurs de ma vie).

- Histoire du fils. Roman. Buchet Castel, Paris, 2020, ISBN 978-2-283-03280-0.
  - deutsch: Geschichte des Sohnes. Roman. Aus dem Französischen von Andrea Spingler. Rotpunktverlag, Zürich, 2022, ISBN 978-3-85869-940-4.

## Auszeichnungen (Auswahl)
- 2001: Prix Renaudot des lycéens[10]
- 2014: Shortlist Prix Femina[11]
- 2016: Prix Goncourt de la nouvelle[12]
- 2020: Prix des libraires de Nancy[13]
- 2020: Kulturhuset Stadsteaterns internationella litteraturpris (gemeinsam mit Übersetzerin Anna Säflund-Orstadius)[14]
- 2020: Prix Renaudot für Histoire du fils[15]